# NGC 5613
NGC 5613 (другие обозначения — UGC 9228, MCG 6-32-21, VV 77, ARP 178, NPM1G +35.0310, PGC 51433) — галактика в созвездии Волопас.
Этот объект входит в число перечисленных в оригинальной редакции «Нового общего каталога».